# Claudia Lumor
Claudia Lumor (née le 17 juin 1980) est une éditrice ghanéenne, fondatrice de Glitz Africa Magazine et des Glitz Style Awards (en),,. Elle est également productrice exécutive de la Glitz Africa Fashion Week Ghana,,.

## Éducation
Claudia Lumor naît à Kumasi. Elle fait ses études primaires et secondaires dans une école internationale et dans un lycée anglican, puis elle  est diplômée de l'université des sciences et technologies Kwame Nkrumah avec un bachelor en économie et droit. Elle obtient un master de droit des finances d'entreprise à la Westminster Law School de Londres,.

## Carrière
Elle a travaillé à Santander Bank UK puis est rentrée au Ghana, pour travailler avec Stanbic Bank (en) en 2010. Lumor a été nommée parmi les conférencières de WomanRising, un réseau de femmes entrepreneures. L'événement a présenté cinq femmes en entrepreneuriat : Kafui Danku (en), Deloris Frimpong Manso, Ekow Mensah (en), Vera Osei-Bonsu et Cynthia Quarcoo. Elle a été incluse dans la liste de 50 jeunes chefs d'entreprise au Ghana par Avance Media et The YCEO.

## Distinctions
- Jeune entrepreneur créatif de l'année - British Council Fashion And Design 2015[12],[13]
- Start-up et entrepreneur de l'année - Ghana Startup Awards 2017[14],[15],[16]
- 100 femmes les plus influentes au Ghana[17],[18]